# Кубок Чорногорії з футболу 2025—2026
Кубок Чорногорії з футболу 2025–2026 — 20-й розіграш кубкового футбольного турніру в Чорногорії. Титул захищає Дечич.

## Календар
| Раунд      | Дата | Матчі | Клуби  |
| ---------- | ---- | ----- | ------ |
| 1/8 фіналу |      | 8     | 16 → 8 |
| 1/4 фіналу |      | 4     | 8 → 4  |
| 1/2 фіналу |      | 4     | 4 → 2  |
| Фінал      |      | 1     | 2 → 1  |